# Copablepharon sanctaemonicae
Copablepharon sanctaemonicae är en fjärilsart som beskrevs av Dyar 1904. Copablepharon sanctaemonicae ingår i släktet Copablepharon och familjen nattflyn. Inga underarter finns listade i Catalogue of Life.